# جويل غراي
جويل غري (بالإنجليزية: Joel Grey)‏ (و. 1932 – م) هو مغني، ومصور، وراقص، وممثل مسرحي، وممثل أفلام، وممثل تلفزي، ومخرج مسرحي، من الولايات المتحدة الأمريكية، ولد في كليفلاند، أوهايو.

## التعليم
تعلم في ثانوية بيفرلي هيلز ‏، وAlexander Hamilton High School (Los Angeles) ‏.

## جوائز وترشيحات
حصل على جوائز منها:
- Drama Desk Award for Outstanding Director of a Play [الإنجليزية]‏ (2011)
- Drama Desk Award for Outstanding Featured Actor in a Musical [الإنجليزية]‏ (1997)
- جائزة البافتا عن فئة أكثر الممثلين الجدد وعدا في أدوار بطولية [الإنجليزية]‏، عن عمل: ملهى (1973)
- جائزة الأوسكار لأفضل ممثل مساعد، عن عمل: ملهى (1972)
- جائزة غولدن غلوب لأفضل ممثل مساعد - فيلم، عن عمل: ملهى (1972)
- جائزة الجمعية الوطنية للنقاد السينمائيين لأفضل ممثل مساعد  [لغات أخرى]‏، عن عمل: ملهى (1972)
- جائزة توني لأفضل ممثل في مسرحية موسيقية [الإنجليزية]‏ (1967).

ترشح لـ:
- جائزة توني لأفضل إخراج مسرحي [الإنجليزية]‏ (2011)
- Drama Desk Award for Outstanding Director of a Play [الإنجليزية]‏ (2011)
- Grammy Award for Best Musical Theater Album [الإنجليزية]‏ (2011)
- Drama Desk Award for Outstanding Featured Actor in a Play [الإنجليزية]‏ (2000)
- Drama Desk Award for Outstanding Featured Actor in a Musical [الإنجليزية]‏ (1997)
- جائزة إيمي برايم تايم لأفضل ممثل ضيف شرف في مسلسل كوميدي  [لغات أخرى]‏، عن عمل: Brooklyn Bridge (TV series) [الإنجليزية]‏ (1993)
- Drama Desk Award for Outstanding Actor in a Musical [الإنجليزية]‏ (1988)
- جائزة غولدن غلوب لأفضل ممثل مساعد - فيلم، عن عمل: Remo Williams: The Adventure Begins [الإنجليزية]‏ (1985)
- Drama Desk Award for Outstanding Actor in a Musical [الإنجليزية]‏ (1979)
- جائزة توني عن فئة أفضل ممثل في مسرحية موسيقية [الإنجليزية]‏ (1979)
- جائزة توني عن فئة أفضل ممثل في مسرحية موسيقية [الإنجليزية]‏ (1975)
- Drama Desk Award for Outstanding Actor in a Musical [الإنجليزية]‏ (1975)
- جائزة البافتا عن فئة أكثر الممثلين الجدد وعدا في أدوار بطولية [الإنجليزية]‏، عن عمل: ملهى (1973)
- جائزة غولدن غلوب لأفضل ممثل مساعد - فيلم، عن عمل: ملهى (1972)
- جائزة الجمعية الوطنية للنقاد السينمائيين لأفضل ممثل مساعد  [لغات أخرى]‏، عن عمل: ملهى (1972)
- جائزة الأوسكار لأفضل ممثل مساعد، عن عمل: ملهى (1972)
- جائزة توني عن فئة أفضل ممثل في مسرحية موسيقية [الإنجليزية]‏ (1969)
- جائزة الأوسكار لأفضل ممثل مساعد، عن عمل: ملهى.

## وصلات خارجية
- جويل غراي على موقع IMDb (الإنجليزية)
- جويل غراي على موقع الموسوعة البريطانية (الإنجليزية)
- جويل غراي على موقع روتن توميتوز (الإنجليزية)
- جويل غراي على موقع ألو سيني (الفرنسية)
- جويل غراي على موقع ميوزك برينز (الإنجليزية)
- جويل غراي على موقع تيرنر كلاسيك موفيز (الإنجليزية)
- جويل غراي على موقع أول موفي (الإنجليزية)
- جويل غراي على موقع قاعدة بيانات برودواي على الإنترنت (الإنجليزية)
- جويل غراي على موقع قاعدة بيانات برودواي على الإنترنت (الإنجليزية)
- جويل غراي على موقع قاعدة بيانات برودواي على الإنترنت (الإنجليزية)